# Sopransaxophon im Jazz
Das Sopransaxophon im Jazz hat zunächst von wenigen Ausnahmen abgesehen nur eine untergeordnete Rolle als Instrument im Bläsersatz gehabt und ist erst spät zu einem Soloinstrument geworden.

## Entwicklung des Instruments
Das Sopransaxophon ist schwieriger zu intonieren und hat weniger Kraft im tiefen Register. Deshalb war es zunächst weniger beliebt als die anderen Saxophone. Noch 1953 konstatierte der Musikkritiker Joachim-Ernst Berendt in der ersten Ausgabe seines Jazzbuchs, dass das Sopransaxophon bis zu diesem Zeitpunkt im Jazz „nicht von der Klarinetten-Tradition losgekommen ist“.

### Traditioneller Jazz und Swing
Als Berendt das schrieb (1953), war es in erster Linie Sidney Bechet (1897–1959), der für den Einsatz des Instruments stand und 1918 von der Klarinette auf dieses Saxophon gewechselt war. Er hatte einen großen Einfluss auf Johnny Hodges (1907–1970), der gelegentlich als Sopransaxophonist im Duke Ellington Orchestra wirkte, es später aber aufgab, da er nicht mit dem auf dem Instrument erzielten Ton zufrieden war. Charlie Barnet (1913–1991) führte auf dem Sopransaxophon die Hodges-Tradition weiter. Bob Wilber (* 1938) führte die Bechet-Tradition im Swing-Revival weiter. Unter dem Einfluss von Bechet wechselten auch in Europa Musiker wie Claude Aubert, Marc Laferrière und Eggy Ley auf das Instrument.

### Modern Jazz
Auch im Modern Jazz war das Sopransaxophon zunächst kaum eingesetzt worden: Jerome Richardson gestaltete als Mitglied des Thad Jones/Mel Lewis Orchestra mit seinem Sopransaxophon den Sound der Band wesentlich. Auch Lucky Thompson (1924–2005) benutzte das Sopran nur als Nebeninstrument und hatte kaum Einfluss auf nachfolgende Musiker-Generationen.
Steve Lacy (1934–2004) hatte 1957 mit seinem Album Soprano Sax und 1958 mit Reflections auf dem kleinen New Jazz-Label, auf denen er sich mit Monks Kompositionen beschäftigte, erste Versuche auf dem bis dahin ungewöhnlichen Instrument unternommen, wurde damals aber kaum beachtet. In späteren Jahren bezogen sich Saxophonisten wie Lol Coxhill, Roberto Ottaviano oder Jane Bunnett ausdrücklich auf Lacy. Sein Einfluss auf die jüngeren Spieler ist heute für den Modern Creative größer als der von Coltrane. Ein Zeitgenosse Lacys, Paul Winter spielte schon 1961 auf dem Album „The Paul Winter Sextet“ Sopransaxophon.
Mit seinem Solo über My Favorite Things, aufgenommen im Oktober 1960 setzte der Tenorsaxophonist John Coltrane erstmals das Sopransaxophon mit einem Schlage durch. Er verwendete es in einer bis dahin vollkommen unbekannten Klangqualität und holte beinahe oboenhafte Effekte aus diesem Instrument heraus. My Favourite Things erhielt durch den hypnotischen Vortrag und die eindringliche Wiederholung einen orientalischen Touch, der durch den pulsierenden Schlagzeugeinsatz von Elvin Jones eine weitere Steigerung erfährt. Mit dem drei Tage später aufgenommenen Blues to Bechet (erschienen auf Coltrane Plays the Blues) bekannte sich Coltrane zu dem Einfluss, den Sidney Bechet auf seine Spielweise hatte; er bewahrte die Expressivität und die dirtiness Bechets.
Mit seiner modalen Spielweise erinnert er Berendt auch an die Kegeloboen Shehnai der nordindischen, Nagaswaram der südindischen und an die verschiedenen Surnais der arabischen Musik.

### Der Einfluss Coltranes
Der durch Coltranes Album My Favorite Things (1960) popularisierte Sound des Sopransaxophons erschien in der Folge zahlreichen Bigbands und auch Studioorchestern als interessante Klangfarbe. „Die Palette der Saxophon-Sektion erweiterte sich. Einige Arrangeure wurden Spezialisten darin, den neuen Sopranklang in diese Palette einzufügen:“ Berendt nennt
hier Oliver Nelson, Quincy Jones, Gil Evans, Gary McFarland oder Thad Jones.
Coltranes Sopransaxophon-Spielweise hatte eine enorme Vorbild-Funktion für unmittelbar nachfolgende Musiker, wie den Dänen Max Brüel, aber vor allem auf den Tenorsaxophonisten Wayne Shorter (1933–2023). Da es im Free Jazz von so vielen Tenoristen geschätzt wurde, ihr Instrument zu 'überblasen', nahmen sie nun oft das Sopransaxophon, da es die Möglichkeiten
des 'falsetto'-Tenors einfacher und obendrein musikalisch stimmiger lieferte. Außer Shorter waren es Anthony Braxton, Pharoah Sanders, Archie Shepp, Roscoe Mitchell, Joseph Jarman, Sam Rivers, Oliver Lake, Julius Hemphill, Zoot Sims und John Surman, die das Sopransaxophon (jedoch oft nur als Nebeninstrument) benutzten.
John Surman spielte bereits 1966 auf Pete Lemers ESP-Platte Local Colors auf dem Sopran, auch 1967 auf Mike Westbrooks Album Celebration und verwendete das Sopraninstrument nach Berendt zunächst, um ein „überblasenes Bariton“ zu spielen. 1969 verwendete er dann das Sopran auf einem der klassischen Alben der Epoche, Extrapolation von John McLaughlin, ab dem folgenden Jahr in der wegweisenden Formation The Trio mit Barre Phillips und Stu Martin. Ab Mitte der 1970er Jahre kombinierte er das Sopran auch mit elektronischen Klängen.
Weitere wichtige Sopransaxophonisten, die Berendt 1973 in die Coltrane-Nachfolge stellt, waren Gary Bartz, Cannonball Adderley (zuerst auf Accent on Africa, 1968), Dave Liebman, Steve Grossman, Budd Johnson, Joe Farrell und Evan Parker.
Einen eigenständigen Stil entwickelte Rahsaan Roland Kirk, der auch das Sopran-ähnliche Manzello spielte und sich – ähnlich wie Coltrane – auf seine Bechet-Tradition berief, wie in "From Bechet, Byas and Fats" auf dem Album Rip, Rig and Panic von 1965.

### Wayne Shorter und sein Einfluss
Am einflussreichsten für den Rockjazz war schließlich Wayne Shorter, als er 1968 auf dem Miles-Davis-Album In a Silent Way zum ersten Male das Instrument einsetzte und damit eine Stimmung erzeugte, die weit vom bisherigen Bop-Konzept entfernt war. Auch das nachfolgende Davis-Album Bitches Brew von 1969 ist ohne Shorters Sopransaxophon kaum denkbar. Shorter verband die meditative Grundhaltung Coltranes mit der Lyrik von Miles Davis. Shorters charakteristischer Sound beherrschte auch den elektronischen Klang von Weather Report, eindrucksvoll zu hören in Titeln wie Teen Town, Harlequin und The Juggler auf dem Album Heavy Weather von 1976. Er beeinflusste zahllose Sopranisten der Jazzrock- und Fusion-Szene, wie Tom Scott, Ronnie Laws, Grover Washington Jr., Kenny G, Bill Evans und in Europa Barbara Thompson. In der Rockjazz-Ära spielte auch der Pianist Keith Jarrett das Instrument, erstmals zu hören auf dem Fillmore-Album des Charles Lloyd Quartetts von 1967 und später auf dem Album The Survivors’ Suite von 1976.
Zu den Sopransaxophonisten, die die Shorter-Linie fortsetzten, zählt Berendt vor allem drei Saxophonisten: Branford Marsalis (* 1960), der das Sopransaxophon in Pop-Produktionen mit dem Sänger Sting einbrachte (Bring on the Night), Greg Osby (* 1960) in seiner Kooperation mit der Pianistin Michele Rosewoman Mitte der 1980er Jahre und vor allem Jane Ira Bloom (* 1954), die wie Steve Lacy ausschließlich Sopran spielt, aber den Klang des Instruments gelegentlich durch elektronische Mittel wie Vocoder einfärbt.
Zu den jüngeren Saxophonisten, die in der europäischen Tradition spielen und die die US-amerikanischen Einflüsse, beginnend von Sidney Bechet in ihren Personalstil integrieren, zählen der Engländer Iain Ballamy (* 1964), der – mit seiner luftigen Phrasierung und melodischen Spiel (Ian Carr) – Roland Kirk, Coltrane und John Surman zu seinen Vorbildern zählt oder Meike Goosmann (* 1966) und die Norwegerin Frøy Aagre (* 1977).